# Premyer Liqası (2023/2024)
Premyer Liqası 2023/2024 (znana jako Misli Premier League ze względów sponsorskich) była 32. edycją najwyższej klasy rozgrywkowej piłki nożnej w Azerbejdżanie.
Brało w niej udział 10 drużyn, które w okresie od 5 sierpnia 2023 do 26 maja 2024 rozegrały 36 kolejek meczów.
Tytuł mistrzowski obroniła drużyna Qarabağ FK zdobywając trzeci tytuł z rzędu, a jedenasty w swojej historii.

## Format rozgrywek
Dziesięć uczestniczących drużyn gra ze sobą czterokrotnie.
Zwycięzca ligi zostaje mistrzem Azerbejdżanu i kwalifikuje się do I rundy kwalifikacyjnej Ligi Mistrzów UEFA.
Drużyna, która zajmie drugie, trzecie miejsce i zdobywca Pucharu Aemenii, kwalifikują się do II rundy kwalifikacyjnej Ligi Konferencji Europy UEFA.
W przypadku zdobycia pucharu przez drużynę, która zapewniła sobie grę w europejskich pucharach, awans otrzymuje czwarta drużyna rozgrywek.
Do niższej ligi spada bezpośrednio ostatnia drużyna.

## Drużyny
| Uczestnicy poprzedniej edycji | Uczestnicy poprzedniej edycji | Uczestnicy poprzedniej edycji | Uczestnicy poprzedniej edycji |
| --- | ----------------------------- | ----------------------------- | ----------------------------- |
| QAA | Qarabağ FK                    | Baku                          | 1                             |
| SAB | Sabah Baku                    | Baku                          | 2                             |
| NEF | Neftçi PFK                    | Baku                          | 3                             |
| QAB | FK Qəbələ                     | Qəbələ                        | 4                             |
| ZIR | Zirə Baku                     | Baku                          | 5                             |
| TUT | Turan Tovuz                   | Tovuz                         | 6                             |
| SUM | Sumqayıt FK                   | Sumgait                       | 7                             |
| KAP | Kəpəz Gəncə                   | Gandża                        | 8                             |
| SEB | Səbail FK                     | Baku                          | 9                             |
| Awans z Birinci Divizionu |                               |                               |                               |
| ARA | Araz Nachiczewan              | Nachiczewan                   | 1                             |
| Oznaczenia: - kolumna pierwsza – skróty nazw drużyn, - kolumna trzecia – siedziba klubu, - kolumna czwarta – miejsce zajęte w poprzednim sezonie. |                               |                               |                               |

## Tabela
| Lp. | Drużyna           | M  | Z  | R  | P  | B+ | B– | +/– | Pkt | Kwalifikacja lub spadek                         |
| --- | ----------------- | -- | -- | -- | -- | -- | -- | --- | --- | ----------------------------------------------- |
| 1   | Qarabağ FK (M, P) | 36 | 26 | 5  | 5  | 97 | 37 | +60 | 83  | Liga Mistrzów UEFA • II runda kwalifikacyjna    |
| 2   | Zirə Baku         | 36 | 16 | 10 | 10 | 33 | 22 | +11 | 58  | Liga Europy UEFA • I runda kwalifikacyjna       |
| 3   | Sabah Baku        | 36 | 17 | 7  | 12 | 50 | 40 | +10 | 58  | Liga Konferencji UEFA • II runda kwalifikacyjna |
| 4   | Sumqayıt FK       | 36 | 15 | 12 | 9  | 37 | 38 | −1  | 57  | Liga Konferencji UEFA • II runda kwalifikacyjna |
| 5   | Neftçi PFK        | 36 | 16 | 8  | 12 | 51 | 40 | +11 | 56  |                                                 |
| 6   | Turan Tovuz       | 36 | 13 | 9  | 14 | 53 | 53 | 0   | 48  |                                                 |
| 7   | Səbail Baku       | 36 | 11 | 9  | 16 | 50 | 60 | −10 | 42  |                                                 |
| 8   | Araz Nachiczewan  | 36 | 9  | 9  | 18 | 31 | 50 | −19 | 36  |                                                 |
| 9   | Kəpəz Gəncə       | 36 | 9  | 8  | 19 | 39 | 67 | −28 | 35  |                                                 |
| 10  | Qəbələ FK (S)     | 36 | 7  | 5  | 24 | 30 | 64 | −34 | 26  | spadek do Birinci Divizionu                     |

1. ↑  Qarabağ FK został przesunięty w ścieżce mistrzowskiej z pierwszej rundy kwalifikacyjnej do drugiej.

## Wyniki
| Gospodarz \ Gość | ARA | GAB | KAP | NEF | QAR | SAB | SEB | SUM | TUR | ZIR | ARA | GAB | KAP | NEF | QAR | SAB | SEB | SUM | TUR | ZIR |
| ---------------- | --- | --- | --- | --- | --- | --- | --- | --- | --- | --- | --- | --- | --- | --- | --- | --- | --- | --- | --- | --- |
| Araz Nachiczewan |     | 2–0 | 0–1 | 1–0 | 2–1 | 2–0 | 1–1 | 1–1 | 0–3 | 1–0 |     | 1–1 | 1–2 | 1–0 | 2–2 | 0–1 | 0–2 | 1–1 | 0–1 | 0–3 |
| Qəbələ FK        | 1–4 |     | 0–3 | 0–2 | 1–2 | 1–0 | 0–1 | 1–2 | 4–0 | 1–0 | 2–0 |     | 0–1 | 0–1 | 0–4 | 2–0 | 2–3 | 0–1 | 1–2 | 1–1 |
| Kəpəz Gəncə      | 1–2 | 0–1 |     | 1–0 | 1–2 | 0–2 | 0–3 | 1–1 | 0–2 | 0–0 | 3–1 | 2–1 |     | 3–3 | 1–6 | 1–2 | 1–4 | 1–1 | 2–1 | 0–1 |
| Neftçi PFK       | 1–1 | 2–0 | 2–0 |     | 0–2 | 0–1 | 1–1 | 1–2 | 3–2 | 1–0 | 3–0 | 3–1 | 5–1 |     | 1–4 | 0–1 | 3–0 | 1–1 | 3–0 | 1–0 |
| Qarabağ FK       | 2–1 | 3–0 | 1–1 | 2–0 |     | 2–0 | 3–1 | 5–0 | 3–0 | 0–1 | 3–1 | 2–2 | 7–1 | 5–0 |     | 3–3 | 4–2 | 2–0 | 4–3 | 3–1 |
| Sabah Baku       | 1–1 | 5–0 | 2–2 | 1–1 | 1–2 |     | 4–0 | 3–1 | 0–3 | 0–1 | 2–0 | 2–1 | 3–2 | 0–0 | 3–2 |     | 2–0 | 2–0 | 1–1 | 0–1 |
| Səbail Baku      | 1–0 | 3–0 | 0–0 | 2–4 | 2–1 | 2–2 |     | 1–4 | 2–1 | 1–2 | 2–2 | 2–3 | 3–3 | 0–3 | 1–2 | 2–0 |     | 0–1 | 1–1 | 0–0 |
| Sumqayıt FK      | 2–0 | 0–0 | 1–0 | 0–1 | 1–6 | 1–0 | 1–0 |     | 0–0 | 0–0 | 1–0 | 1–0 | 1–3 | 2–1 | 1–0 | 1–2 | 2–1 |     | 0–0 | 0–0 |
| Turan Tovuz      | 3–1 | 2–2 | 4–0 | 0–1 | 2–2 | 2–3 | 1–3 | 2–2 |     | 1–0 | 2–0 | 2–1 | 1–0 | 1–1 | 1–3 | 2–0 | 3–1 | 1–4 |     | 1–2 |
| Zirə Baku        | 0–0 | 1–0 | 1–0 | 1–1 | 0–1 | 1–0 | 2–2 | 1–0 | 2–1 |     | 0–1 | 4–0 | 2–1 | 3–1 | 0–1 | 0–1 | 1–0 | 0–0 | 1–1 |     |

## Najlepsi strzelcy
| Bramki | Strzelcy             | Drużyna          |
| ------ | -------------------- | ---------------- |
| 20     | Juninho              | Qarabağ FK       |
| 15     | Alexandre Ramalingom | Səbail Baku      |
| 12     | Nəriman Axundzadə    | Qarabağ FK       |
| 12     | Yassine Benzia       | Qarabağ FK       |
| 11     | Leandro Andrade      | Qarabağ FK       |
| 10     | Toral Bayramov       | Qarabağ FK       |
| 10     | Otto John            | Turan Tovuz      |
| 10     | Pedro Nuno           | Səbail Baku      |
| 9      | Orxan Əliyev         | Araz Nachiczewan |
| 9      | Osama Khalaila       | Qəbələ FK        |

Źródło: 

## Stadiony
| Araz Nachiczewan | Araz Nachiczewan |
| ---------------- | ---------------- |
| Dalğa Arena      | Stadion Miejski  |
|                  |                  |

| Qəbələ FK       |
| --------------- |
| Stadion Miejski |
|                 |

| Kəpəz Gəncə     |
| --------------- |
| Stadion Miejski |
|                 |

| Qarabağ FK    |
| ------------- |
| Azərsun Arena |
|               |

| Neftçi PFK    |
| ------------- |
| Bakcell Arena |
|               |

| Sabah Baku            |
| --------------------- |
| Bank Respublika Arena |
|                       |

| Səbail Baku |
| ----------- |
| ASCO Arena  |
|             |

| Sumqayıt FK     |
| --------------- |
| Stadion Miejski |
|                 |

| Turan Tovuz     |
| --------------- |
| Stadion Miejski |
|                 |

| Zirə Baku               |
| ----------------------- |
| Zirə İdman Kompleksinin |
|                         |

Źródło: 